# 韦尔沙赫
韦尔沙赫是奥地利施蒂利亚州利岑县的一个市镇。总面积42.88平方公里，总人口1177人，人口密度27.4人/平方公里（2005年）。